# Vincenzo Pellegrini
Vincenzo Pellegrini (Pésaro, c. 1562 - Milán, 23 de agosto de 1630) fue un compositor y maestro de capilla italiano en Pésaro y en la Catedral de Milán.

## Vida
Pellegrini asistió al seminario de su ciudad natal. Entre 1582 y 1583 fue maestro de capilla del coro de la Catedral de Pésaro, hecho confirmado por dos pagos a «ms Vincenzo m.ro di capella». En 1589 aparece como canónigo de la Catedral de Pesaro. Trece composiciones datan de este período, que creó en 1599 para la esposa de Francesco Maria II della Rovere. Incluso más tarde trabajaría para el duque de Urbino.
Entre 1603 y 1604 representó a la curia de su ciudad natal en la Santa Sede. Al regresar a Pesaro, daba clases de música en el escaso tiempo libre que le quedaba. Entre sus alumnos estuvo el compositor Galeazzo Sabbatini. También realizó otras composiciones, incluso para el Papa Clemente VIII.
A finales de 1610 Pellegrini se reunió con el cardenal Federico Borromeo. Gracias a su ayuda y la del cardenal y legado apostólico de Romaña, Bonifazio Caetani, fue nombrado maestro de capilla en la Catedral de Milán en octubre de 1611. El 26 de febrero de 1612 sucedió a Giulio Cesare Gabussi en Milán. En 1613 dedicó su obra Magnificat decem liber primus a Federico Borromeo. A finales de 1615, por encargo del cabildo de la Catedral de Milán, comenzó la que probablemente sea su obra más conocida, la Pontificalia Ambrosianae Ecclesiae ad Vesperas musicali concentui accomodata, que fue publicada en 1619 por el editor y compositor Giorgio Rolla. La edición en cuatro volúmenes incluye un total de 84 composiciones y codificó por primera vez el repertorio polifónico de la música catedralicia.
Su obra –también escribió y publicó varios motetes– provocó tensiones con el cabildo catedralicio, al ser acusado de descuidar su cargo de maestro de capilla. Después de que circularan rumores de una posible destitución de su cargo ya en 1619, fue amenazado oficialmente con ello en 1625. A pesar de todo, pudo mantener su posición hasta su fallecimiento. Pudo haber muerto de peste en Milán entre agosto y diciembre de 1630.

## Obra
Pellegrini es conocido por la posteridad como el compositor de motetes y misas en estilo tridentino. Su música ha sido descrita como austera y conservadora, aunque en sus últimas composiciones se pueden intuir influencias del nuevo stile rappresentativo.
De entre sus obras conservadas, en su mayoría de tema religioso, se cuentan canzoni, misas motetes, himnos, sinfonías, réquiems, etc. Las más importantes:
- Canzoni de intavolatura d’organo fatte alla francese, Venecia 1599, Giacomo Vincenti — dedicado a Livia della Rovere.
- Missarum liber primus, Venecia, hacia 1603-1604. Contiene cinco misas a 4 voces y tres a 5 voces — dedicado a Clemente VIII.
- Sacri concentus a 1-6 voci, Venecia 1619, Giacomo Vincenti — dedicado al duque de Urbino, Francesco Maria II.
- Pontificalia Ambrosianae Ecclesiae ad Vesperas musicali concentui accomodata, 4 vol. Milán 1619, Giorgio Rolla.
- Hymni, posthymni et lucernaria in solemnitatibus totius anni secundum sanctae Ambrosianae Ecclesiae consuetudinem, 4 vol. Milán 1619, Giorgio Rolla.